# Escape from L.A.
Escape from L.A. (también conocida como Fuga de Los Ángeles o 2013: rescate en L. A.) es una película estadounidense de acción, aventuras y ciencia ficción de 1996 dirigida por John Carpenter. Con guion de Carpenter, Debra Hill y Kurt Russell está protagonizada por Russell, Steve Buscemi, Stacy Keach, Bruce Campbell, Peter Fonda y Pam Grier en sus papeles principales. Se trata de una secuela de la película Escape from New York (1981), también dirigida por John Carpenter.
Obtuvo nominaciones para los Premios Saturn, en las categorías de mejor película de ciencia ficción y mejor vestuario, y también fue nominada a la peor secuela en los Premios Stinkers.

## Argumento
En un 1998 alternativo, un terremoto provoca que Los Ángeles se convierta en una isla y que el gobierno, autoritario y autonombrado vitalicio, decida que sea un lugar al que enviar a todo estadounidense que pierda la nacionalidad por sus actos criminales. Entre estos están actos como fumar, comer carne roja, tener sexo premarital o ser musulmán, entre otros ejemplos. Los condenados pueden optar por la silla eléctrica o ser deportados a la isla, donde además, pierden su ciudadanía, y de la cual es imposible escapar. 
En 2013, Utopía (A. J. Langer), la hija del presidente de Estados Unidos, roba el dispositivo de control de un arma de alcance global y huye a Los Ángeles para acabar con el gobierno de su propio padre. Snake Plissken (Kurt Russell) es reclutado nuevamente por el presidente (Cliff Robertson) para recuperar infiltrarse en la isla, allí deberá localizar el dispositivo de control del arma conocida como "La Espada de Damocles", un emisor de EMP que el gobierno ha puesto en orbita y es que capaz de incapacitar todo dispositivo tecnológico de un país solo ingresando las coordenadas del sector. El arma está en posesión de "Cuervo Jones" (Georges Corraface), un ex guerrillero de Sendero Luminoso y quien estaría detrás de la invasión por parte del Tercer Mundo, siendo de vital importancia recuperar dentro de las próximas horas ya que una flota enemiga se acerca por mar para una invasión inminente. Se le informa a Snake que ha sido infectado con Plutoxin 7, un virus sintético que lo matará en diez horas, lapso que se le otorga para ir a la isla, recuperar el dispositivo y regresar para recibir el antídoto, para lograr su misión se le otorga un arma, vestimenta táctica, un pequeño proyector holográfico que le permite emitir imágenes tridimensionales y un reloj que muestra cuanto tiempo de vida le queda.
Snake arriba a la isla en un submarino y al poco de llegar conoce a "Mapa de las Estrellas" Eddie (Steve Buscemi), quien ofrece tours interactivos y es uno de los asociados de Cuervo Jones. También encuentra muertos a los integrantes de un comando enviado anteriormente por el presidente para recuperar el arma. En el camino conoce a diversas personas que lo ayudan, como Pipeline (Peter Fonda), un surfista; Taslima (Valeria Golino), una mujer deportada por ser musulmana; y Hershell Malone (Pam Grier), una mujer trans conocida anteriormente como Carjack Malone, antigua camarada de armas de Plissken.
Eddie captura a Snake y lo lleva con Jones, quien utiliza la Espada de Damocles para apagar Lynchburg (donde está ubicado el gobierno de los Estados Unidos) como castigo por enviar a Plissken. Cuevo amenaza con hacer lo mismo con el resto del país a menos que sus demandas sean obedecidas. Snake logra escapar y se reúne con Hershell y sus soldados quien, ignorando que Snake está infectado, comenta durante una conversación que el Plutoxin 7 es un virus falso usualmente usado por el gobierno para amenazar a incautos. El grupo se traslada en Ala delta hacia el "Reino Feliz" en Anaheim. Durante una pelea contra Jones, Snake toma el dispositivo y Eddie altera el contenido de una de los tours que vende para que se asemejen. Snake, Eddie, Utopia, Hershell y algunos de sus soldados logran escapar en un helicóptero. Eddie le dispara a Cuervo, quien logra disparar al helicóptero con un lanzacohetes antes de morir, incinerando a Hershell y su grupo. Eddie salta del helicóptero, siendo Snake y Utopia los únicos que logran llegar al continente.
Cerca del sitio de impacto, el presidente y sus hombres encuentran a Snake y Utopia, apoderándose del control remoto que Snake había intentado ocultar dándoselo a la muchacha. Utopia es llevada a la silla eléctrica y cuando Snake reclama el antídoto para el veneno que le suministraron, le informan que simplemente le dieron gripe. El Presidente decide demostrar su poder por medio de una transmisión televisiva donde planea mostrar como incapacita la flota enemiga y ejecuta a su hija por traición, pero al intentar usar el control remoto descubre que se trata de la falsificación de Eddie.
El Presidente ordena que maten a Plissken, pero resulta ser una proyección holográfica proveniente del artefacto que le dieron mientras él se encuentra lejos y a salvo. Snake comprende que están en una encrucijada donde si permite que Estados Unidos use el arma, todo el mundo quedará sometido a su yugo, pero si no lo hace las tropas enemigas diezmarán la nación, por ello, molesto con el mundo y su incesante guerra, Snake programa el verdadero control remoto para activar todos los satélites de la Espada de Damocles, desactivando toda la tecnología a nivel planetario, enviando a la civilización nuevamente a la era medieval. 
Snake arroja la ahora inservible cámara y enciende un cigarrillo; mientras apaga el fósforo dice: "Bienvenidos a la raza humana".

## Reparto
- Kurt Russell como Snake Plissken
- Stacy Keach como Comodoro Malloy
- Peter Fonda como Pipeline
- Steve Buscemi como "Mapa de las Estrellas" Eddie
- Pam Grier como Hershe Las Palmas
- Georges Corraface como Cuervo Jones
- Michelle Forbes como Brazen
- Cliff Robertson como Presidente
- Valeria Golino como Taslima
- Ina Romeo como Prostituta
- Peter Jason como Sargento Duty
- A.J. Langer como Utopía
- Bruce Campbell como Cirujano General de Beverly Hills
- Robert Carradine como Skinhead
- Breckin Meyer como Surfista
- Leland Orser como Test Tube

## Recepción
La película obtuvo críticas variadas en los portales de información cinematográfica, predominando la valoración positiva. Adrián Massanet, en su comentario para EspinOf, la califica como "la última de las grandes películas dirigidas por Carpenter".

"La diversión está asegurada en 2013: rescate en L.A., y la ironía también, en esta gran aventura de Carpenter, la última de sus grandes películas, antes de que su talento se viera repentina, y dolorosamente, agotado. Digna y cínica seguidora de la gran primera parte, hay en ella un poso irresistible de mala leche y de ganas de pasarlo bien a toda costa. No es solamente muy recomendable, es una apuesta segura para los cínicos de máscara y los románticos de corazón."
Adrián Massanet (EspinOf, 2011) 

Omar Khan, en su reseña para el diario El País, indica que la película "conserva ese tono mordaz de Carpenter en el que nunca se sabe si se está burlando del género o rindiéndole un homenaje". Fernando Morales, también para El País, señala que es una "entretenida secuela, más lograda y trabajada. Dosis de acción, humor y despliegue de vistosos efectos especiales para una historia futurista realmente espectacular. Con mucho encanto". Antonio Albert, en su crítica para la revista Cinemanía, la define como "macarra, cutre, fascistoide y con un sentido del humor tan fino como unas bragas de esparto".
Roger Ebert la califica con 4,5 sobre 5, indicando que es "un auténtico espectáculo que va a por todas, satirizando el género al mismo tiempo que saca partido a sus mejores virtudes". Kim Newman, para Empire, le otorga 2 sobre 5 incidiendo en que "salvo por un par de personajes decentes, no está a la altura en la mayor parte de los aspectos fundamentales de una película, especialmente en lo que respecta a su absurdo argumento". Noel Murray, escribiendo para AV Club' , señala que "Carpenter se gastó más de 50 millones de dólares para criticar a los moralistas egocéntricos, imbéciles e hipócritas de su país. Y lo hizo a través de una obra desaliñada, honesta e hilarante sobre la complacencia".
En IMDb, con 69.124 valoraciones, obtiene una puntuación de 5,8 sobre 10. En el sitio web FilmAffinity obtiene una valoración de 5,1 sobre 10, con 11.485 votos de los usuarios del portal. En Rotten Tomatoes la cinta obtiene una calificación de "fresco" para el 53% de las 51 críticas profesionales y para el 39% de los 64.382 usuarios del portal que la han puntuado.

"Abordar temas como rebelión, anarquía, libertad de expresión y la amenaza de corrupción se encuentran en muchas de las obras de Carpenter. Y Escape From L.A. parece haber sido la ocasión de Carpenter para abordarlos conjuntamente."
Ed Travis (Hollywood Jesus, 2020) 